# Eugene Vindman

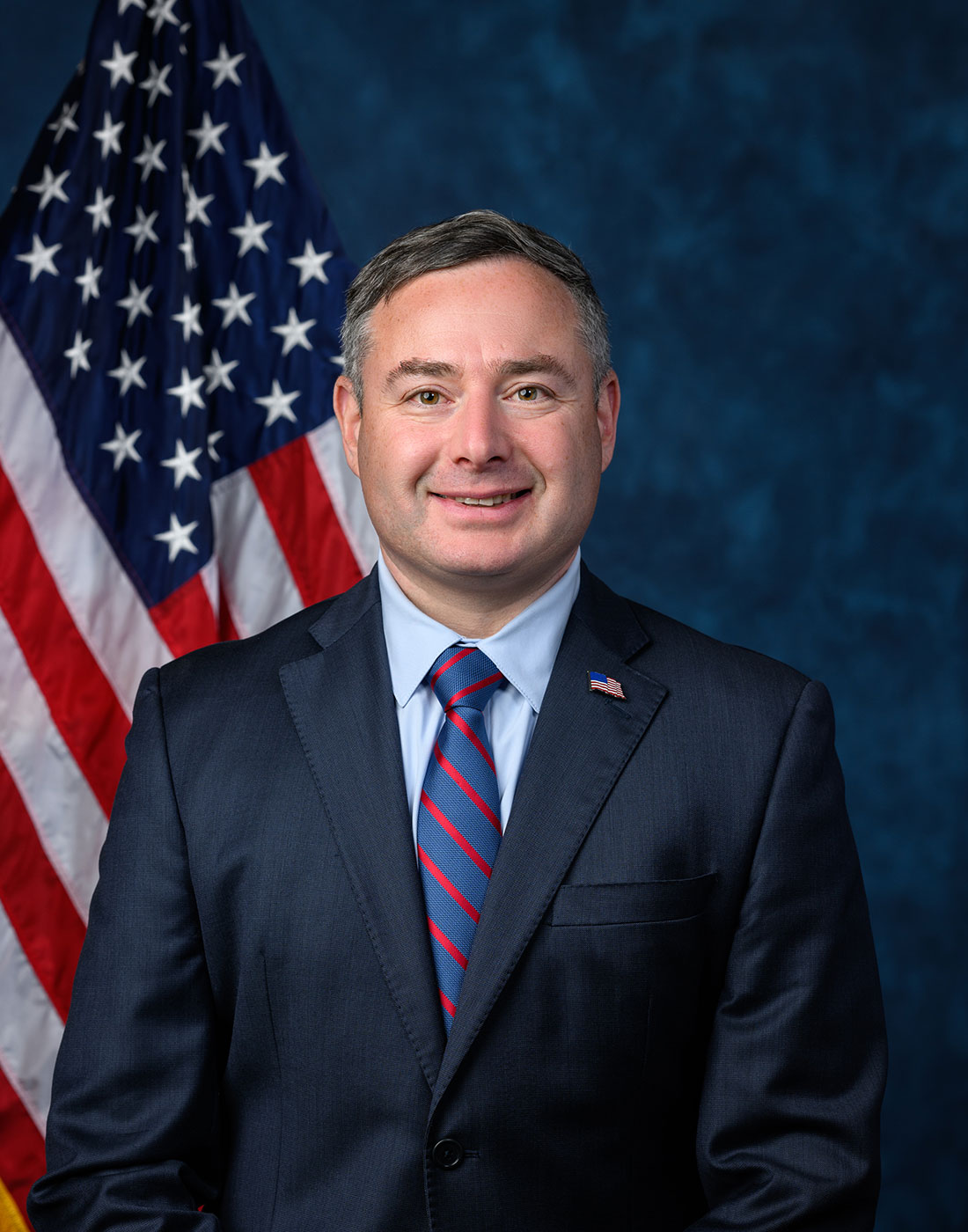
Eugene Vindman (2025)

Eugene Simon Vindman (* 6. Juni 1975 in Kiew, Ukrainische SSR) ist ein amerikanischer Offizier und Politiker der Demokratischen Partei. Seit dem 3. Januar 2025 vertritt er den 7. Kongressbezirk des Staates Virginia im Repräsentantenhaus der Vereinigten Staaten.

## Leben
Vindman wurde in Kiew in der Sowjetunion zusammen mit seinem Zwillingsbruder Alexander geboren. Er entstammt einer jüdischen Familie. Nach dem Tod seiner Mutter floh sein Vater mit den Zwillingen, deren älteren Bruder und der Großmutter in die USA und ließ sich in New York City nieder. Vindman erwarb 1997 einen Bachelor an der State University of New York, Binghamton. Im selben Jahr trat er in die US Army ein, der er bis 2022 angehörte. Er war zunächst als Fallschirmspringer und Infanterie-Offizier tätig. Während seiner Zeit beim Militär erwarb er einen Mastergrad an der Central Michigan University und einen juristischen Abschluss an der University of Georgia. Danach war er beim JAG Corps als Jurist eingesetzt.
Ab 2016 war er zunächst im Pentagon, dann im United States National Security Council im Weißen Haus tätig. Dort war er mit seinem Bruder Alexander, der ebenfalls dort arbeitet, als Whistleblower an der Aufdeckung der Ukraine-Affäre Donald Trumps beteiligt. Anfang des Jahres 2020 wurde er aus dem Dienst im Weißen Haus entlassen.
Vindman ist verheiratet und hat einen Sohn.

## Politik
Vindman kandidierte im 7. Bezirk von Virginia, nachdem die Amtsinhaberin Abigail Spanberger nicht wieder antrat. Die Vorwahl der Demokratischen Partei konnte Vindman mit über 49 % der Stimmen bei sieben Kandidaten klar gewinnen. Die allgemeine Wahl in diesem Bezirk galt als besonders eng. Vindman konnte die Wahl mit 51,2 % der Stimmen gegen seinen republikanischen Gegner Derrick Anderson mit 48,5 % gewinnen. Seine Amtszeit im Repräsentantenhaus des 119. Kongresses begann am 3. Januar 2025 und läuft bis zum 3. Januar 2027.